# Низшие чувства
«Низшие чувства», «Вторичные чувства» — это совокупное обозначение обоняния, осязания и вкуса, введённое теоретиком низовой эстетики Мадалиной Диакону. Исследовательница выделяет эти три чувства как отторгаемые традиционной западной эстетикой, сфокусированной прежде всего на зрении и слухе.

## Эстетика «низших чувств»
В своей эстетической теории, изложенной в статье «Размышления об эстетике осязания, обоняния и вкуса» Диакону говорит о том, что западная эстетика пренебрегает осязанием, обонянием и вкусом, и перечисляет возможные причины разделения, указываемые оппонентами «вторичной чувственности»:
1. Вторичные чувства имеют дело с мимолётными стимулами и даже поглощают свой объект;
2. Данные, полученные органами вторичных чувств, имеют свойство собираться в конфигурации (например: вкус и обоняние способны вызывать так называемое оральное чувство);
3. Языковое выражение впечатления от вторичных чувств затруднено, а сам язык описания не разработан;
4. Вторичные чувства предполагают физический контакт и гораздо более сильную аффективную вовлечённость субъекта, поэтому воспринимающему сложно выстроить дистанцию для критической оценки произведения искусства, основанного на восприятии вторичных чувств;
5. «Низшие чувства» не способны достичь структурной сложности восприятия, необходимой для поддержания внимания, которую мы наблюдаем у зрения и слуха;
6. Сенсорные модальности в основном призваны удовлетворять биологические потребности выживания и полового размножения. Эротический аспект ограничивает возможность считать тактильное, вкусовое или обонятельное впечатление эстетическим опытом;
7. Техническая репродуцируемость звуковых и зрительных впечатлений куда более развита, чем вкусовых, тактильных и обонятельных.

Диакону спорит с этими утверждениями, указывая, что большая часть из них обусловлена культурными различиями и наблюдается только в западной цивилизации и эстетической традиции. Основной причиной отторжения вторичных чувств румынская исследовательница считает сфокусированность западной цивилизации на невозможности их объективации, дистанцирования от них, категоризации и концептуализации.

## Осязание
Путь искусства, основанного на чувстве осязания, по мнению Диакону, связан в основном с визуальными (скульптура, архитектура, кино) и перформативными (танец) видами традиционными искусства. Диакону видит проблему в тенденции визуализировать то, что мы чувствуем. С другой стороны, представление тактильных ощущений (сопротивление, боль, температура) помогает нам в эстетическом переживании произведения искусства.
Исследовательница отмечает боди-арт, а также таких художников, как Ив Кляйн и Жан Дюбюффе, как движение в сторону тактильного искусства. Эстетика осязания ставит музейную практику, когда искусство остаётся недостижимым, под вопрос, поэтому в будущем придётся искать новые формы взаимодействия с искусством на основе телесного взаимодействия с ним. Также, как утверждает Диакону, подобные изменения спровоцируют возвращение к ранее существовавшим формам тактильного контакта с произведением искусства: реставрации, кураторства, прикладного искусства, коллекционирования, спонсорства и религиозного взаимодействия с объектом.
В истории искусства есть прецедент чисто тактильного искусства — искусства для слабовидящих людей, однако оно основано на адаптации визуального образа. Тем не менее, существуют виды подобного современного искусства, которые в визуальном регистре не имеют смысла (стихи шрифтом Брайля (Кэтрин Шиллер, 2003), Langue de chat Braille (Фредерик Декомб, 1994))
Диакону утверждает, что есть два возможных пути создания оригинального тактильного искусства: изменение способа прикосновения или объекта прикосновения (создание новых материалов). Сейчас экономика стимулирует производство новых тканей и материалов, что потенциально может быть использовано художниками для создания тактильных произведений искусства.

## Обоняние
Эстетическая ценность ароматов ограничена областью парфюмерии.
В области обонятельной чувственности проблема теоретического обоснования состоит в слабой способности человека воспринимать запахи во всей их полноте (как парфюмеры) и необходимости специального образования. Исторически искусство парфюмерии считалось философами легкомысленным, потому что оно доставляло лишь субъективное удовольствие, тогда как парфюмеры позиционировали свое искусство как абстрактное, сходное с музыкой. Соответственно, ощущение созданного аромата наслаивается на суждения о его приятности/неприятности, ассоциативными воспоминаниями, фантазиями и т. д., а также с вычленением фрагментов аромата, нот. В целом, как утверждает Диакону, сложности, связанные с перерождением парфюмерии в искусство, имеют технологический, а не теоретический характер.

## Вкус
Особенностью вкусового восприятия является способность человека накапливать вкусовые ощущения в памяти выводить общие категории, не связанные с субъективными впечатлениями из прошлого (как в случае с обонянием). При постулировании относительности вкусов («о вкусах не спорят»), мы наблюдаем наличие институтов, которые дают и регулируют общие понятия хорошего или плохого вкуса (ресторанные справочники, обзоры на новые места в периодических изданиях, ресторанная критика, рейтинговые системы, «звёзды»). Проблема заключается в том, что при оценке качеств еды мы отталкиваемся в том числе от аромата и от визуального представления, а не только от его вкусовых качеств.
В таком случае следует обратиться к понятию вкусовых сочетаний:
Но каким образом вкус как таковой может быть предметом положительного эстетического суждения? Изучение терминологии, используемой в современных гастрономических исследованиях обнаружило смутную веру в существование некой кулинарной гармонии 

## Западный окулоцентризм
Диакону предлагает две настоящие причины, почему эстетика пренебрегла вторичными чувствами в своём развитии:
- Понимание «бытия» как постоянного присутствия;

Преходящие вещи оказываются незначительными, следовательно, именно изобразительное искусство, как наиболее «протяжённое во времени» оказывается более ценным искусством;
При этом, музыка и театр похожи на парфюмерию и гастрономию в своей временности и воспроизводимости по «рецепту» (нотам, партитурам и т. д.)
С учетом такого сходства с классическими исполнительскими искусствами, почему парфюмерия и гастрономия не считаются формами искусства? Ни короткая история этих профессий, ни низкий социальный статус их авторов не могут объяснить этого 
- Представление о цивилизации как об идеале человечества.

Цивилизация накладывает ограничение на прикосновение и снижает значимость обоняния. Вкус, запах и осязание — более «животные» ощущения, обслуживающие более глубокие телесные потребности. Западная цивилизация же постулирует отход от природы и телесности, переход к главенству разума. Вторичные чувства субъективны, поэтому от них нельзя дистанцироваться и создать на её основе теорию.
Хотя эпистемологический приоритет зрения и слуха в виде так называемых теоретических чувств имеет неопровержимые биологические причины, современная гегемония зрения, не должна рассматриваться как фундаментальная и вечная характеристика человечества, но, по крайней мере, до некоторой степени, она результат исторического развития западной культуры
Вместо рациональной эстетики Диакону предлагает разрабатывать эстетику, подразумевающую вовлечение интегрального субъекта в ситуацию, а не дистанцирование от него. Такой переход подразумевает отказ от субъектно-объектного разделения. Но в таком случае, эстетика вместе с отказом от рационализации откажется от своего научного статуса.